# Elektroügli
Elektroügli - Электроугли (rus) - és una ciutat de l'óblast de Moscou, a Rússia.

## Història
Elektroügli es desenvolupà a partir de la construcció de la fàbrica anomenada Elektroügli el 1899, i rebé finalment l'estatus de ciutat el 1956.